# Антигуа-Гуатемала (футбольный клуб)
«Антигуа-Гуатемала» (исп. Antigua Guatemala Fútbol Club) — гватемальский футбольный клуб из города Антигуа-Гуатемала. На данный момент выступает в высшем дивизионе страны по футболу.

## История
Футбольный клуб «Антигуа-Гуатемала» был основан в 1958 году. Клуб представляет одноимённый город Антигуа-Гуатемала, административный центр департамента Сакатепекес на юго-западе страны. На протяжении истории клуб неоднократно выбывал и возвращался в элиту гватемальского футбола, проводя большее количество сезонов в низших лигах страны. Высшим достижением было третье место в сезоне 1959/60. После этого в клубе неоднократно сменялось управление, так же были финансовые трудности.
В сезоне Клаусуры 2001 года «Антигуа-Гуатемала» наконец получил право побороться за золото, но в финальном двухматчевом противостоянии уступил клубу «Коммуникасьонес» (3:2 и 0:4).
После возвращения в элиту в 2014 году пришли золотые трофеи. На данный момент это традиционно один из самых сильных клубов страны.
Цветами клуба является зелёный и белый. В связи с этим клуб получил прозвище «Panzas Verdes», что переводится с испанского как «Зелёные животы»
Домашним стадионом является «Эстадио Пенсативо», вмещающий 9 000 зрителей.

## Достижения
- Чемпион Гватемалы (4) : 2015 Ап. , 2016 Ап. , 2017 Ап. , 2019 Кл.
- Вице-чемпион Гватемалы (1) : 2001 Кл.

## Примечания

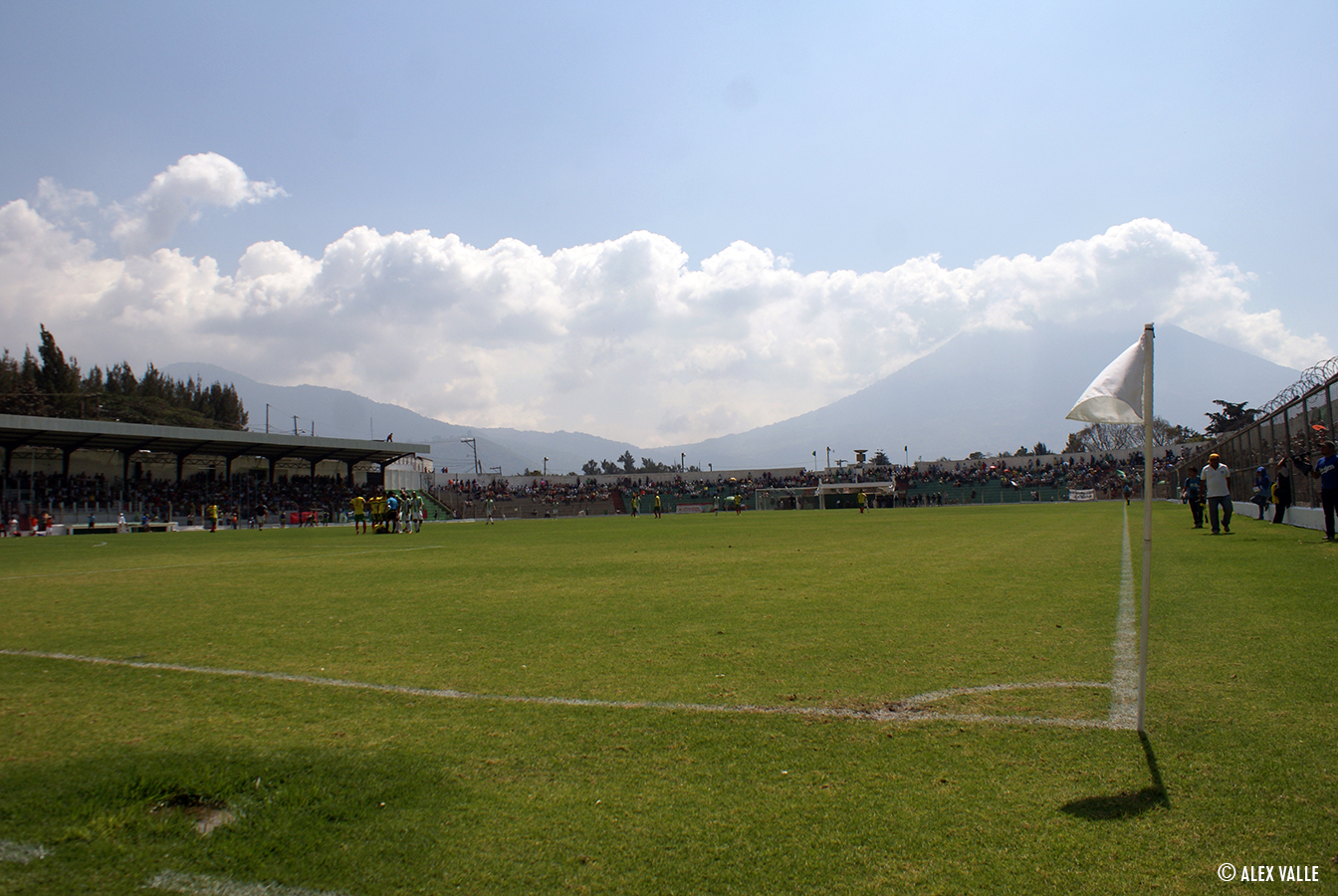
Эстадио Пенсативо